# Lyndhurst (New Jersey)
Lyndhurst is een plaats (census-designated place) in de Amerikaanse staat New Jersey, en valt bestuurlijk gezien onder Bergen County.

## Demografie
Bij de volkstelling in 2000 werd het aantal inwoners vastgesteld op 19.383.

## Geografie
Volgens het United States Census Bureau beslaat de plaats een oppervlakte van
12,7 km², waarvan 12,0 km² land en 0,7 km² water.

## Plaatsen in de nabije omgeving
De onderstaande figuur toont nabijgelegen plaatsen in een straal van 4 km rond Lyndhurst.